# پشته‌سازان

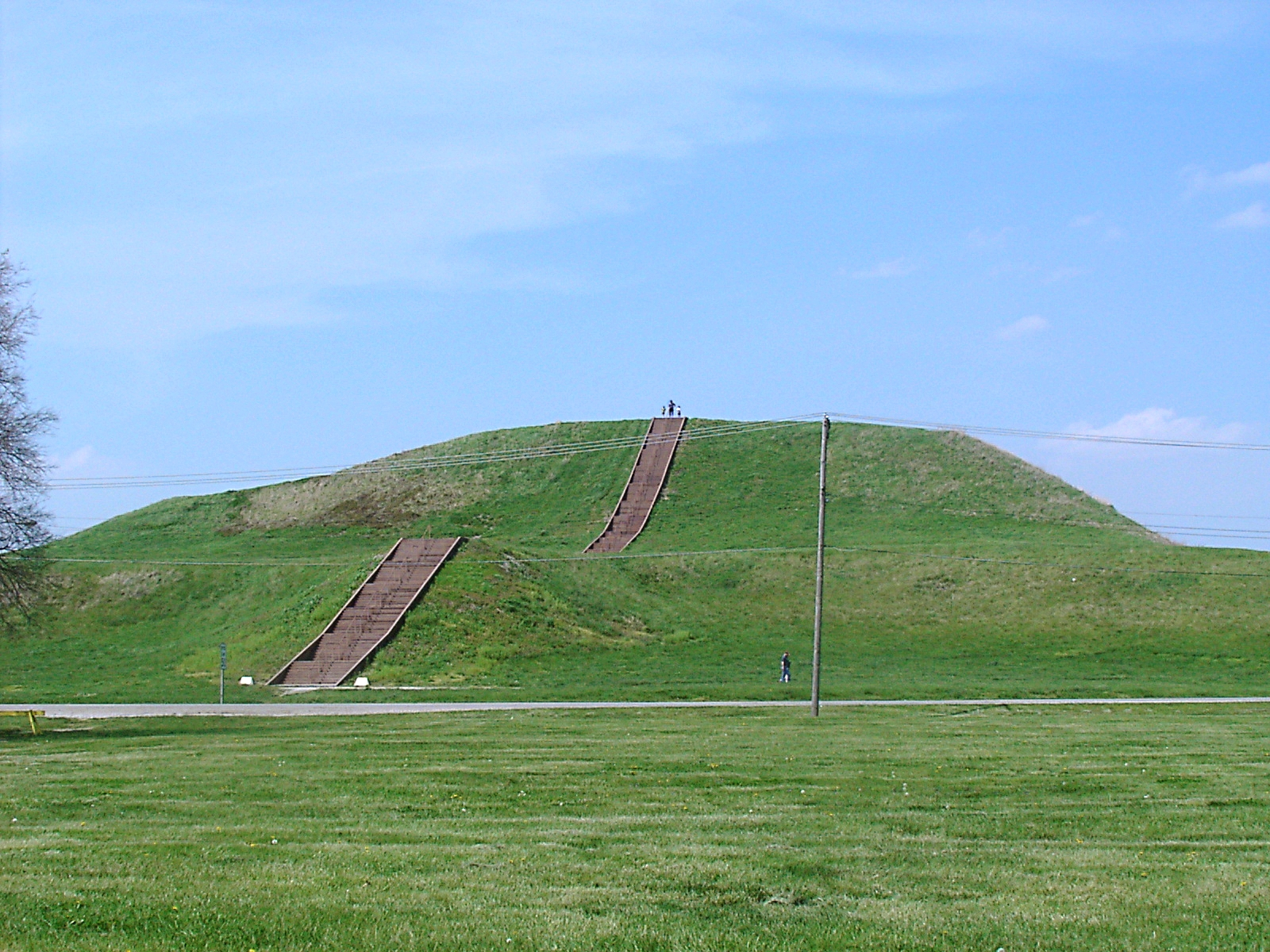
پشته راهبان، ساخته‌شده بین ۹۵۰ تا ۱۱۰ پیش از میلاد در ایلینوی بزرگ‌ترین پشته در آمریکای شمالی است.

پُشته‌سازان (انگلیسی: Mound Builders) نامی است برای اشاره به گروه‌های مختلفی از مردم سرخ‌پوست پیشاتاریخ در آمریکای شمالی که طی مدت پنج هزار سال، در محل‌های گوناگون تپه‌های (پشته‌های) خاکی می‌ساختند که هدف از این کار دلایل مذهبی، آیینی، تدفینی و مسکونی داشت.
امروزه در سراسر نیمه شرقی ابالات متحده هزاران پشته مصنوعی پراکنده است. برخی از این پشته‌ها مانند تپه‌های کوچکند. بالای این تپه‌ها یا مسطح است یا گِرد. برخی دیگر از این پشته‌ها به شکل حیوانات ساخته شده است، از قبیل پلنگ، عقاب، مار، گوزن، گرگ و گاومیش آمریکایی.
تقریباً همه این پشته‌ها گورستان است. اسکلت‌های فراوان در این پشته‌ها پیدا شده است. آثار باقی‌مانده از سازندگان نیز بسیار فراوان است، از قبیل افزار دستی و تکه‌شکسته‌های سفالی، تندیسهای کوچک و خرده‌های زیورآلات و چپق. بعضی از این چپق‌ها کنده‌کاریهای زیبا دارند.
تاریخ‌دانان گمان می‌کردند که تمام این پشته‌ها توسط یک قوم سرخ‌پوست ساخته شده‌است و نام آن قوم را پشته‌سازان گذاشته بودند. اما امروز معلوم شده است که اقوام گوناگون سرخ‌پوست در زمان‌های مختلف این پشته‌ها را ساخته‌اند. تاریخ برپایی برخی از این تپه‌ها به پیش از میلاد مسیح می‌رسد و برخی نیز حتی پس از تشکیل مهاجرنشین‌های آمریکایی ساخته شده‌اند.

## نگارخانه

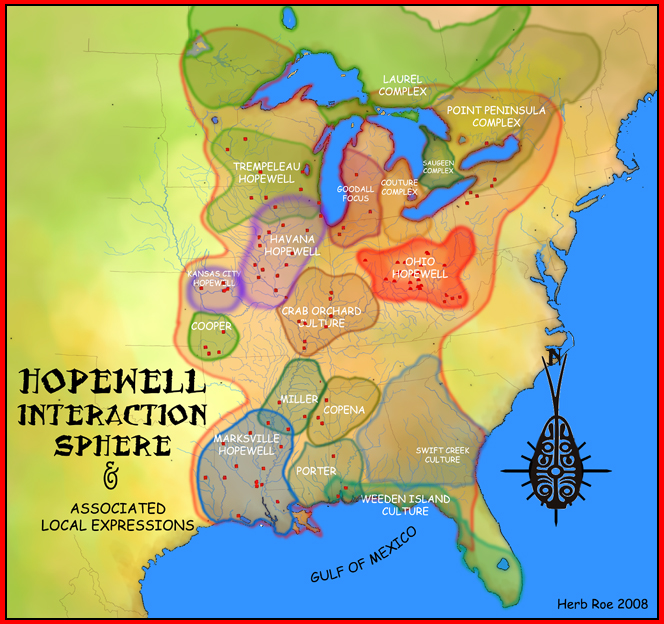
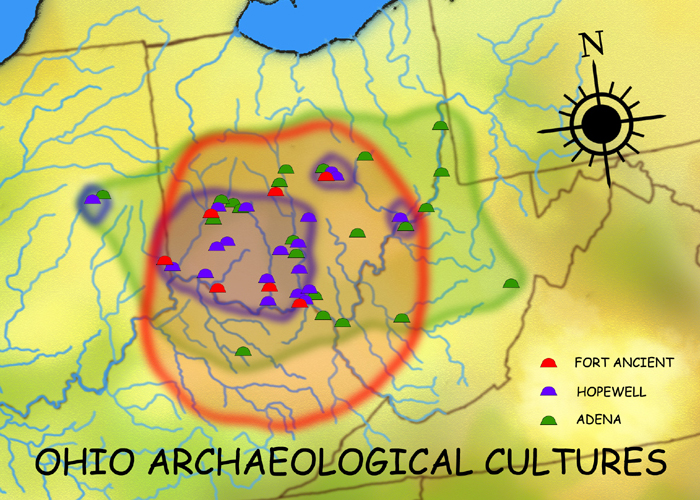
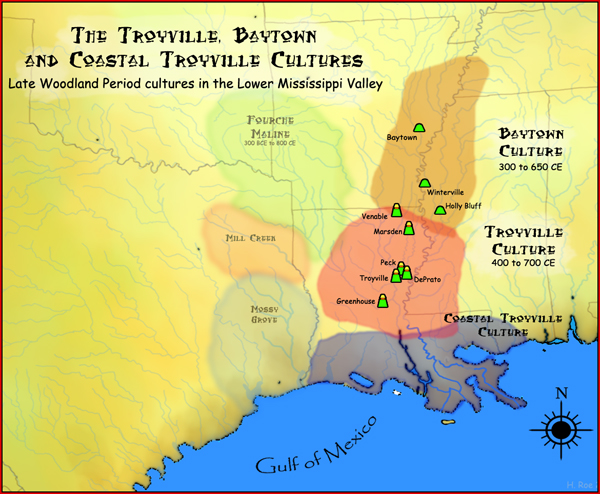
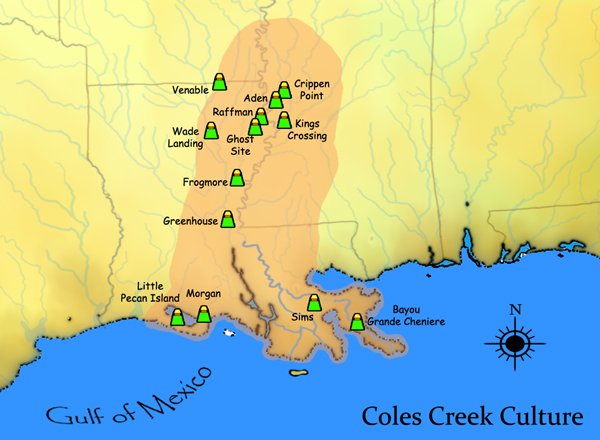